# Juho Karppinen
Juho Karppinen (ur. 4 listopada 1983 r. w Raisio) – fiński wioślarz.

## Osiągnięcia
- Mistrzostwa Europy – Montemor-o-Velho 2010 – jedynka – 9. miejsce[1].